# Танзанія Прізонс
Танзанія Прізонс (англ. Prisons Football Club) — танзанійський футбольний клуб із Мбея. Домашній стадіон «Сокойне», який вміщує 10 000 вболівальників.

## Коротка історія
Заснований у місті Мбея. У 1998 році команда вийшла до фіналу національного кубку, а наступного року — стала переможцем Прем'єр-ліги. На міжнародному рівні взяв участь у 3-х континентальних турнірах, але жодного разу команда не зуміла подолати попередній раунд. 

## Досягнення
- Прем'єр-ліга
  -  Чемпіон (1): 1999

- Кубок Танзанії
  -  Фіналіст (1): 1998

## Статистика виступів
| Сезон | Турнір                 | Раунд      | Клуб                 | Вдома | На виїзді | Загалом |
| ----- | ---------------------- | ---------- | -------------------- | ----- | --------- | ------- |
| 2000  | Ліга чемпіонів КАФ     | Попередній | Ферроваріу ді Мапуту | 3-2   | 0-1       | 3-3 (в) |
| 2005  | Кубок конфедерації КАФ | Попередній | УСКА Фут             | 1-0   | 1-4       | 2-4     |
| 2009  | Кубок конфедерації КАФ | Попередній | Халідж (Сірт)        | 0-2   | 0-4       | 0-6     |